# Verein für Bewegungsspiele Stuttgart 1893 2003-2004
Questa voce raccoglie le informazioni riguardanti il Verein für Bewegungsspiele Stuttgart 1893 nelle competizioni ufficiali della stagione 2003-2004.

## Stagione
Nella stagione 2003-2004 lo Stoccarda, allenato da Felix Magath, concluse il campionato al quarto posto. In coppa di Germania il cammino dei Roten si concluse agli ottavi di finale, dove furono eliminati dal Borussia M'gladbach. La squadra raggiunse altresì gli ottavi di finale di Champions League perdendo contro gli inglesi del Chelsea il doppio confronto. Lo Stoccarda partecipò anche alla coppa di lega tedesca, in qualità di vice campione della Bundesliga 2002-2003, perdendo in semifinale contro il Borussia Dortmund.

## Maglie e sponsor
|  | Casa |  | Trasferta |  | Terza |  |

## Rosa
| N. |                        | Ruolo | Calciatore        |
| -- | ---------------------- | ----- | ----------------- |
| 1  | Germania (bandiera)    | P     | Timo Hildebrand   |
| 2  | Germania (bandiera)    | D     | Andreas Hinkel    |
| 3  | Croazia (bandiera)     | D     | Boris Živković    |
| 4  | Angola (bandiera)      | D     | Rui Marques       |
| 5  | Brasile (bandiera)     | D     | Marcelo Bordon    |
| 6  | Portogallo (bandiera)  | D     | Fernando Meira    |
| 7  | Germania (bandiera)    | C     | Silvio Meißner    |
| 8  | Croazia (bandiera)     | C     | Jurica Vranješ    |
| 9  | Svizzera (bandiera)    | A     | Marco Streller    |
| 11 | Svizzera (bandiera)    | C     | Hakan Yakın       |
| 12 | Germania (bandiera)    | C     | Heiko Gerber      |
| 13 | Germania (bandiera)    | C     | Christian Tiffert |
| 14 | Argentina (bandiera)   | C     | Emanuel Centurión |
| 15 | Bielorussia (bandiera) | C     | Aljaksandr Hleb   |
| 16 | Germania (bandiera)    | C     | Horst Heldt       |

| N. |                     | Ruolo | Calciatore         |
| -- | ------------------- | ----- | ------------------ |
| 18 | Brasile (bandiera)  | A     | Cacau              |
| 19 | Ungheria (bandiera) | A     | Imre Szabics       |
| 20 | Croazia (bandiera)  | C     | Zvonimir Soldo     |
| 21 | Germania (bandiera) | D     | Philipp Lahm       |
| 22 | Germania (bandiera) | A     | Kevin Kurányi      |
| 23 | Germania (bandiera) | P     | Dirk Heinen        |
| 25 | Germania (bandiera) | C     | Michael Mutzel     |
| 29 | Germania (bandiera) | D     | Steffen Dangelmayr |
| 30 | Austria (bandiera)  | C     | Denis Berger       |
| 31 | Svizzera (bandiera) | P     | Diego Benaglio     |
| 33 | Germania (bandiera) | D     | Markus Husterer    |
| 35 | Camerun (bandiera)  | D     | Serge Branco       |
| 37 | Bulgaria (bandiera) | C     | Ivan Stojanov      |
| 45 | Germania (bandiera) | A     | Mario Gómez        |

## Organigramma societario
Area tecnica
- Allenatore: Felix Magath
- Allenatore in seconda: Krasimir Balăkov, Seppo Eichkorn
- Preparatore dei portieri: Jochen Rücker, Eberhard Trautner
- Preparatori atletici: Frank Haile, Gerhard Wörn

## Calciomercato

### Sessione estiva
| Acquisti | Acquisti          | Acquisti         | Acquisti |
| R.       | Nome              | da               | Modalità |
| -------- | ----------------- | ---------------- | -------- |
| D        | Markus Husterer   | Bayern Monaco II |          |
| A        | Cacau             | Norimberga       |          |
| C        | Emanuel Centurión | Vélez Sarsfield  |          |
| P        | Dirk Heinen       | Denizlispor      |          |
| D        | Philipp Lahm      | Bayern Monaco    |          |
| C        | Ivan Stojanov     | Sliven           |          |
| A        | Imre Szabics      | Sturm Graz       |          |
| C        | Jurica Vranješ    | Bayer Leverkusen |          |

| Cessioni | Cessioni         | Cessioni               | Cessioni |
| R.       | Nome             | da                     | Modalità |
| -------- | ---------------- | ---------------------- | -------- |
| C        | Benjamin Adrion  | Eintracht Braunschweig |          |
| C        | Bradley Carnell  | Borussia M'gladbach    |          |
| A        | Sean Dundee      | Austria Vienna         |          |
| P        | Thomas Ernst     | Kaiserslautern         |          |
| A        | Ioan Ganea       | Bursaspor              |          |
| D        | Thomas Schneider | Hannover 96            |          |
| C        | Jochen Seitz     | Schalke 04             |          |

### Sessione invernale
| Acquisti | Acquisti       | Acquisti   | Acquisti |
| R.       | Nome           | da         | Modalità |
| -------- | -------------- | ---------- | -------- |
| D        | Boris Živković | Portsmouth |          |
| A        | Marco Streller | Basilea    |          |
| C        | Hakan Yakın    | Basilea    |          |

| Cessioni | Cessioni           | Cessioni              | Cessioni |
| R.       | Nome               | da                    | Modalità |
| -------- | ------------------ | --------------------- | -------- |
| D        | Michael Rundio     | Greuther Fürth        |          |
| A        | Giannīs Amanatidīs | Eintracht Francoforte |          |
| D        | Timo Wenzel        | Kaiserslautern        |          |

## Risultati

### Bundesliga

#### Girone di andata
| Arbitro: | Jansen |

|  |           |                  |
|  | Marcatori | 75’, 76’ Szabics |

| Stoccarda 10 agosto 2003, ore 17:30 CEST 2ª giornata | Stoccarda | 0 – 0 referto | Hertha Berlino | Gottlieb-Daimler-Stadion (35 000 spett.)\| Arbitro: \| Kemmling \| |
| Arbitro:                                             | Kemmling  |               |                |                                                                    |

| Arbitro: | Weiner |

|  |           |           |
|  | Marcatori | 33’ Cacau |

| Arbitro: | Trautmann |

|                    |           |  |
| Cacau 8’ Soldo 14’ | Marcatori |  |

| Gelsenkirchen 13 settembre 2003, ore 15:30 CEST 5ª giornata | Schalke 04 | 0 – 0 referto | Stoccarda | Arena AufSchalke (61 027 spett.)\| Arbitro: \| Fandel \| |
| Arbitro:                                                    | Fandel     |               |           |                                                          |

| Arbitro: | Merk |

|             |           |  |
| Kurányi 64’ | Marcatori |  |

| Arbitro: | Fröhlich |

|  |           |                                     |
|  | Marcatori | 11’ Soldo 17’ (rig.) Meira 49’ Hleb |

| Stoccarda 4 ottobre 2003, ore 15:30 CEST 8ª giornata | Stoccarda | 0 – 0 referto | Colonia | Gottlieb-Daimler-Stadion (50 000 spett.)\| Arbitro: \| Keßler \| |
| Arbitro:                                             | Keßler    |               |         |                                                                  |

| Arbitro: | Kinhöfer |

|                |           |                                     |
| Charisteas 61’ | Marcatori | 31’ Szabics 34’ Kurányi 90’ Tiffert |

| Arbitro: | Fandel |

|                |           |  |
| Amanatidīs 74’ | Marcatori |  |

| Arbitro: | Jansen |

|                                       |           |                      |
| Kurányi 32’, 65’ Tiffert 62’ Hleb 64’ | Marcatori | 45’ (rig.) Coulibaly |

| Arbitro: | Fleischer |

|  |           |                        |
|  | Marcatori | 8’ Szabics 69’ Kurányi |

| Arbitro: | Wagner |

|                              |           |             |
| Szabics 29’ Meißner 77’, 90’ | Marcatori | 81’ Brdarić |

| Bochum 29 novembre 2003, ore 15:30 CET 14ª giornata | Bochum    | 0 – 0 referto | Stoccarda | Ruhrstadion (30 088 spett.)\| Arbitro: \| Steinborn \| |
| Arbitro:                                            | Steinborn |               |           |                                                        |

| Stoccarda 6 dicembre 2003, ore 15:30 CET 15ª giornata | Stoccarda | 0 – 0 referto | Amburgo | Gottlieb-Daimler-Stadion (38 000 spett.)\| Arbitro: \| Wack \| |
| Arbitro:                                              | Wack      |               |         |                                                                |

| Arbitro: | Merk |

|            |           |  |
| Makaay 75’ | Marcatori |  |

| Arbitro: | Fandel |

|                       |           |                               |
| Kurányi 56’ Soldo 68’ | Marcatori | 24’ Ramelow 44’, 62’ Berbatov |

#### Girone di ritorno
| Arbitro: | Stark |

|                      |           |  |
| Hleb 59’ Kurányi 74’ | Marcatori |  |

| Arbitro: | Kinhöfer |

|           |           |  |
| Bobic 87’ | Marcatori |  |

| Arbitro: | Keßler |

|            |           |             |
| Szabics 5’ | Marcatori | 84’ Svěrkoš |

| Arbitro: | Jansen |

|              |           |  |
| Dominguez 4’ | Marcatori |  |

| Stoccarda 28 febbraio 2004, ore 15:30 CET 22ª giornata | Stoccarda | 0 – 0 referto | Schalke 04 | Gottlieb-Daimler-Stadion (42 000 spett.)\| Arbitro: \| Meyer \| |
| Arbitro:                                               | Meyer     |               |            |                                                                 |

| Arbitro: | Merk |

|  |           |                          |
|  | Marcatori | 6’ Hleb 82’ (rig.) Heldt |

| Arbitro: | Wagner |

|                        |           |  |
| Soldo 32’ Streller 35’ | Marcatori |  |

| Arbitro: | Fröhlich |

|                        |           |                               |
| Kringe 45’ Feulner 71’ | Marcatori | 28’ Meißner 72’ (aut.) Scherz |

| Arbitro: | Fandel |

|                                  |           |                                  |
| Bordon 3’, 23’, 49’ Streller 68’ | Marcatori | 13’, 34’ Klasnić 43’, 70’ Ailton |

| Arbitro: | Stark |

|            |           |                                                         |
| Petrov 30’ | Marcatori | 6’ Gerber 26’ Streller 43’ Lahm 75’ Kurányi 86’ Szabics |

| Arbitro: | Weiner |

|  |           |             |
|  | Marcatori | 10’ Kurányi |

| Arbitro: | Steinborn |

|                                 |           |           |
| Kurányi 44’ Hleb 50’ Bordon 81’ | Marcatori | 85’ Schur |

| Arbitro: | Trautmann |

|  |           |             |
|  | Marcatori | 10’ Meißner |

| Arbitro: | Merk |

|           |           |                 |
| Cacau 31’ | Marcatori | 58’ Meichelbeck |

| Arbitro: | Albrecht |

|                         |           |           |
| Beinlich 38’ Hoogma 47’ | Marcatori | 86’ Cacau |

| Arbitro: | Fröhlich |

|                              |           |             |
| Szabics 18’, 51’ Kurányi 53’ | Marcatori | 76’ Pizarro |

| Arbitro: | Meyer |

|                            |           |  |
| Berbatov 63’ Schneider 85’ | Marcatori |  |

### Coppa di Germania
| Arbitro: | Scheppe |

|  |           |                                          |
|  | Marcatori | 44’ Centurión 52’, 59’ Szabics 54’ Cacau |

| Arbitro: | Gräfe |

|  |           |             |
|  | Marcatori | 55’ Szabics |

| Arbitro: | Meyer |

|                                    |           |                         |
| Svěrkoš 48’, 54’, 71’ van Lent 74’ | Marcatori | 42’ Kurányi 60’ Szabics |

### Coppa di Lega
| Arbitro: | Keßler |

|  |           |            |
|  | Marcatori | 43’ Koller |

### Champions League

#### Fase a gironi
| Arbitro: | Veissière |

|                               |           |             |
| Nerlinger 73’ Løvenkrands 79’ | Marcatori | 45’ Kurányi |

| Arbitro: | Bolognino |

|                         |           |                            |
| Szabics 49’ Kurányi 51’ | Marcatori | 65’ (rig.) van Nistelrooij |

| Arbitro: | Allaerts |

|                       |           |  |
| Szabics 13’ Soldo 24’ | Marcatori |  |

| Arbitro: | De Santis |

|                  |           |                                          |
| Konstantinou 59’ | Marcatori | 67’ (aut.) Fyssas 75’ Kurányi 76’ Hinkel |

| Arbitro: | González |

|            |           |  |
| Wenzel 45’ | Marcatori |  |

| Arbitro: | Poulat |

|                               |           |  |
| van Nistelrooij 45’ Giggs 58’ | Marcatori |  |

#### Fase a eliminazione diretta
| Arbitro: | Vassaras |

|  |           |                  |
|  | Marcatori | 12’ (aut.) Meira |

| Londra 9 marzo 2004, ore 20:45 CET Ottavi di finale | Chelsea | 0 – 0 referto | Stoccarda | Stamford Bridge (36 657 spett.)\| Arbitro: \| Nielsen \| |
| Arbitro:                                            | Nielsen |               |           |                                                          |

## Statistiche

### Statistiche di squadra
| Competizione      | Punti | In casa | In casa | In casa | In casa | In casa | In casa | In trasferta | In trasferta | In trasferta | In trasferta | In trasferta | In trasferta | Totale | Totale | Totale | Totale | Totale | Totale | DR  |
| Competizione      | Punti | G       | V       | N       | P       | Gf      | Gs      | G            | V            | N            | P            | Gf           | Gs           | G      | V      | N      | P      | Gf     | Gs     | DR  |
| ----------------- | ----- | ------- | ------- | ------- | ------- | ------- | ------- | ------------ | ------------ | ------------ | ------------ | ------------ | ------------ | ------ | ------ | ------ | ------ | ------ | ------ | --- |
| Bundesliga        | 64    | 17      | 9       | 7       | 1       | 29      | 13      | 17           | 9            | 3            | 5            | 23           | 11           | 34     | 18     | 10     | 6      | 52     | 24     | +28 |
| Coppa di Germania | -     | 0       | 0       | 0       | 0       | 0       | 0       | 3            | 2            | 0            | 1            | 7            | 4            | 3      | 2      | 0      | 1      | 7      | 4      | +3  |
| Coppa di Lega     | -     | 1       | 0       | 0       | 1       | 0       | 1       | 0            | 0            | 0            | 0            | 0            | 0            | 1      | 0      | 0      | 1      | 0      | 1      | -1  |
| Champions League  | -     | 4       | 3       | 0       | 1       | 5       | 2       | 4            | 1            | 1            | 2            | 4            | 5            | 8      | 4      | 1      | 3      | 9      | 7      | +2  |
| Totale            | 64    | 22      | 12      | 7       | 3       | 34      | 16      | 24           | 12           | 4            | 8            | 34           | 20           | 46     | 24     | 11     | 11     | 68     | 36     | +32 |

### Andamento in campionato
| Giornata  | 1 | 2 | 3 | 4 | 5 | 6 | 7 | 8 | 9 | 10 | 11 | 12 | 13 | 14 | 15 | 16 | 17 | 18 | 19 | 20 | 21 | 22 | 23 | 24 | 25 | 26 | 27 | 28 | 29 | 30 | 31 | 32 | 33 | 34 |
| --------- | - | - | - | - | - | - | - | - | - | -- | -- | -- | -- | -- | -- | -- | -- | -- | -- | -- | -- | -- | -- | -- | -- | -- | -- | -- | -- | -- | -- | -- | -- | -- |
| Luogo     | T | C | T | C | T | C | T | C | T | C  | C  | T  | C  | T  | C  | T  | C  | C  | T  | C  | T  | C  | T  | C  | T  | C  | T  | T  | C  | T  | C  | T  | C  | T  |
| Risultato | V | N | V | V | N | V | V | N | V | V  | V  | V  | V  | N  | N  | P  | P  | V  | P  | N  | P  | N  | V  | V  | N  | N  | V  | V  | V  | V  | N  | P  | V  | P  |
| Posizione | 5 | 6 | 5 | 3 | 2 | 1 | 1 | 3 | 2 | 2  | 1  | 1  | 1  | 1  | 1  | 2  | 4  | 2  | 3  | 3  | 3  | 3  | 3  | 3  | 3  | 3  | 3  | 3  | 3  | 3  | 3  | 3  | 3  | 4  |

Legenda:

Luogo: C = Casa; T = Trasferta. Risultato: V = Vittoria; N = Pareggio; P = Sconfitta.

### Statistiche dei giocatori
| Giocatore     | Bundesliga | Bundesliga | Bundesliga  | Bundesliga | Coppa di Germania | Coppa di Germania | Coppa di Germania | Coppa di Germania | Coppa di Lega | Coppa di Lega | Coppa di Lega | Coppa di Lega | Champions League | Champions League | Champions League | Champions League | Totale   | Totale | Totale      | Totale     |
| Giocatore     | Presenze   | Reti       | Ammonizioni | Espulsioni | Presenze          | Reti              | Ammonizioni       | Espulsioni        | Presenze      | Reti          | Ammonizioni   | Espulsioni    | Presenze         | Reti             | Ammonizioni      | Espulsioni       | Presenze | Reti   | Ammonizioni | Espulsioni |
| ------------- | ---------- | ---------- | ----------- | ---------- | ----------------- | ----------------- | ----------------- | ----------------- | ------------- | ------------- | ------------- | ------------- | ---------------- | ---------------- | ---------------- | ---------------- | -------- | ------ | ----------- | ---------- |
| I. Amanatidīs | 8          | 1          | 1           | 0          | 2                 | 0                 | 0                 | 0                 | 1             | 0             | 0             | 0             | 3                | 0                | 0                | 0                | 14       | 1      | 1           | 0          |
| D. Benaglio   | 0          | 0          | 0           | 0          | 0                 | 0                 | 0                 | 0                 | 0             | 0             | 0             | 0             | 0                | 0                | 0                | 0                | 0        | 0      | 0           | 0          |
| D. Berger     | 0          | 0          | 0           | 0          | 0                 | 0                 | 0                 | 0                 | 0             | 0             | 0             | 0             | 0                | 0                | 0                | 0                | 0        | 0      | 0           | 0          |
| M. Bordon     | 24         | 4          | 5           | 1          | 2                 | 0                 | 0                 | 0                 | 1             | 0             | 0             | 0             | 5                | 0                | 1                | 0                | 32       | 4      | 6           | 1          |
| S. Branco     | 3          | 0          | 0           | 0          | 0                 | 0                 | 0                 | 0                 | 0             | 0             | 0             | 0             | 1                | 0                | 0                | 0                | 4        | 0      | 0           | 0          |
| C. Cacau      | 16         | 4          | 3           | 0          | 3                 | 1                 | 1                 | 0                 | 1             | 0             | 1             | 0             | 4                | 0                | 0                | 0                | 24       | 5      | 5           | 0          |
| E. Centurión  | 5          | 0          | 0           | 0          | 2                 | 1                 | 2                 | 0                 | 0             | 0             | 0             | 0             | 2                | 0                | 0                | 0                | 9        | 1      | 2           | 0          |
| S. Dangelmayr | 0          | 0          | 0           | 0          | 0                 | 0                 | 0                 | 0                 | 0             | 0             | 0             | 0             | 0                | 0                | 0                | 0                | 0        | 0      | 0           | 0          |
| H. Gerber     | 19         | 1          | 3           | 0          | 2                 | 0                 | 1                 | 0                 | 0             | 0             | 0             | 0             | 2                | 0                | 0                | 0                | 23       | 1      | 4           | 0          |
| M. Gómez      | 1          | 0          | 0           | 0          | 0                 | 0                 | 0                 | 0                 | 0             | 0             | 0             | 0             | 1                | 0                | 0                | 0                | 2        | 0      | 0           | 0          |
| D. Heinen     | 0          | 0          | 0           | 0          | 3                 | 0                 | 0                 | 0                 | 0             | 0             | 0             | 0             | 0                | 0                | 0                | 0                | 3        | 0      | 0           | 0          |
| H. Heldt      | 31         | 1          | 4           | 0          | 1                 | 0                 | 0                 | 0                 | 1             | 0             | 0             | 0             | 7                | 0                | 1                | 0                | 40       | 1      | 5           | 0          |
| T. Hildebrand | 34         | 0          | 2           | 0          | 0                 | 0                 | 0                 | 0                 | 1             | 0             | 0             | 0             | 8                | 0                | 0                | 0                | 43       | 0      | 2           | 0          |
| A. Hinkel     | 28         | 0          | 5           | 0          | 3                 | 0                 | 0                 | 0                 | 1             | 0             | 0             | 0             | 8                | 1                | 1                | 0                | 40       | 1      | 6           | 0          |
| A. Hleb       | 31         | 5          | 2           | 0          | 3                 | 0                 | 0                 | 0                 | 1             | 0             | 1             | 0             | 8                | 0                | 1                | 0                | 43       | 5      | 4           | 0          |
| M. Husterer   | 2          | 0          | 0           | 0          | 0                 | 0                 | 0                 | 0                 | 0             | 0             | 0             | 0             | 0                | 0                | 0                | 0                | 2        | 0      | 0           | 0          |
| K. Kurányi    | 33         | 11         | 5           | 0          | 2                 | 1                 | 0                 | 0                 | 1             | 0             | 1             | 0             | 8                | 3                | 0                | 0                | 44       | 15     | 6           | 0          |
| P. Lahm       | 31         | 1          | 2           | 0          | 1                 | 0                 | 0                 | 0                 | 1             | 0             | 0             | 0             | 7                | 0                | 0                | 0                | 40       | 1      | 2           | 0          |
| R. Marques    | 0          | 0          | 0           | 0          | 0                 | 0                 | 0                 | 0                 | 0             | 0             | 0             | 0             | 0                | 0                | 0                | 0                | 0        | 0      | 0           | 0          |
| F. Meira      | 32         | 1          | 5           | 1          | 3                 | 0                 | 1                 | 0                 | 1             | 0             | 0             | 0             | 8                | 0                | 1                | 0                | 44       | 1      | 7           | 1          |
| S. Meißner    | 26         | 4          | 6           | 0          | 3                 | 0                 | 0                 | 0                 | 0             | 0             | 0             | 0             | 7                | 0                | 1                | 0                | 36       | 4      | 7           | 0          |
| M. Mutzel     | 0          | 0          | 0           | 0          | 0                 | 0                 | 0                 | 0                 | 0             | 0             | 0             | 0             | 0                | 0                | 0                | 0                | 0        | 0      | 0           | 0          |
| M. Rundio     | 0          | 0          | 0           | 0          | 0                 | 0                 | 0                 | 0                 | 0             | 0             | 0             | 0             | 0                | 0                | 0                | 0                | 0        | 0      | 0           | 0          |
| Z. Soldo      | 33         | 4          | 10          | 0          | 3                 | 0                 | 1                 | 0                 | 0             | 0             | 0             | 0             | 8                | 1                | 0                | 0                | 44       | 5      | 11          | 0          |
| I. Stojanov   | 0          | 0          | 0           | 0          | 0                 | 0                 | 0                 | 0                 | 0             | 0             | 0             | 0             | 0                | 0                | 0                | 0                | 0        | 0      | 0           | 0          |
| M. Streller   | 13         | 3          | 0           | 0          | 0                 | 0                 | 0                 | 0                 | 0             | 0             | 0             | 0             | 0                | 0                | 0                | 0                | 13       | 3      | 0           | 0          |
| I. Szabics    | 26         | 9          | 3           | 0          | 3                 | 4                 | 2                 | 0                 | 1             | 0             | 0             | 0             | 8                | 2                | 0                | 0                | 38       | 15     | 5           | 0          |
| C. Tiffert    | 27         | 2          | 5           | 0          | 3                 | 0                 | 0                 | 0                 | 1             | 0             | 0             | 0             | 8                | 0                | 2                | 0                | 39       | 2      | 7           | 0          |
| J. Vranješ    | 22         | 0          | 4           | 0          | 1                 | 0                 | 0                 | 0                 | 1             | 0             | 0             | 0             | 4                | 0                | 0                | 0                | 28       | 0      | 4           | 0          |
| T. Wenzel     | 8          | 0          | 0           | 0          | 1                 | 0                 | 0                 | 0                 | 1             | 0             | 1             | 0             | 3                | 1                | 0                | 0                | 13       | 1      | 1           | 0          |
| H. Yakın      | 8          | 0          | 0           | 0          | 0                 | 0                 | 0                 | 0                 | 0             | 0             | 0             | 0             | 0                | 0                | 0                | 0                | 8        | 0      | 0           | 0          |
| B. Živković   | 12         | 0          | 0           | 1          | 0                 | 0                 | 0                 | 0                 | 0             | 0             | 0             | 0             | 1                | 0                | 0                | 0                | 13       | 0      | 0           | 1          |